# محراث قلاب قرصي
المحراث القلاب القرصي هو إحدى أنواع المحاريث القلابة، ويمتز المحراث القلاب القرصي بأنه يقوم بفك وقلب وتفتيت التربة، كما أنه يستخدم في الأراضي الصلبة، والأرضي الجافة، وفي الأرضي الرملية والغابات.